# Sinawi
 (février 2015).
Si vous disposez d'ouvrages ou d'articles de référence ou si vous connaissez des sites web de qualité traitant du thème abordé ici, merci de compléter l'article en donnant les références utiles à sa vérifiabilité et en les liant à la section « Notes et références ».
Le sinawi (En coréen hangeul : 시나위) est une forme d'improvisation musicale chamanique de la musique coréenne, dans laquelle un groupe de quatre instruments accompagne les rituels chamaniques :
- La flûte à anche double piri (觱篥/피리) ;
- La viole haegeum (奚琴/해금, huqin coréen) ;
- Le tambour janggu (杖鼓/장구 ;
- Le tambour buk (북).

Il arrive aujourd'hui que d'autres instruments tels que le gayageum (태평소, cithare coréenne) ou le taepyeongso (太平簫태평소, sorte de bombarde coréenne) puissent être utilisées.
Elle est originaire des provinces de chungcheong et Jeolla.
Elle est, avec le pansori (판소리) et le pungnyu (풍류, une des inspiratrice du sanjo (散調/산조).